# Kühlkugel

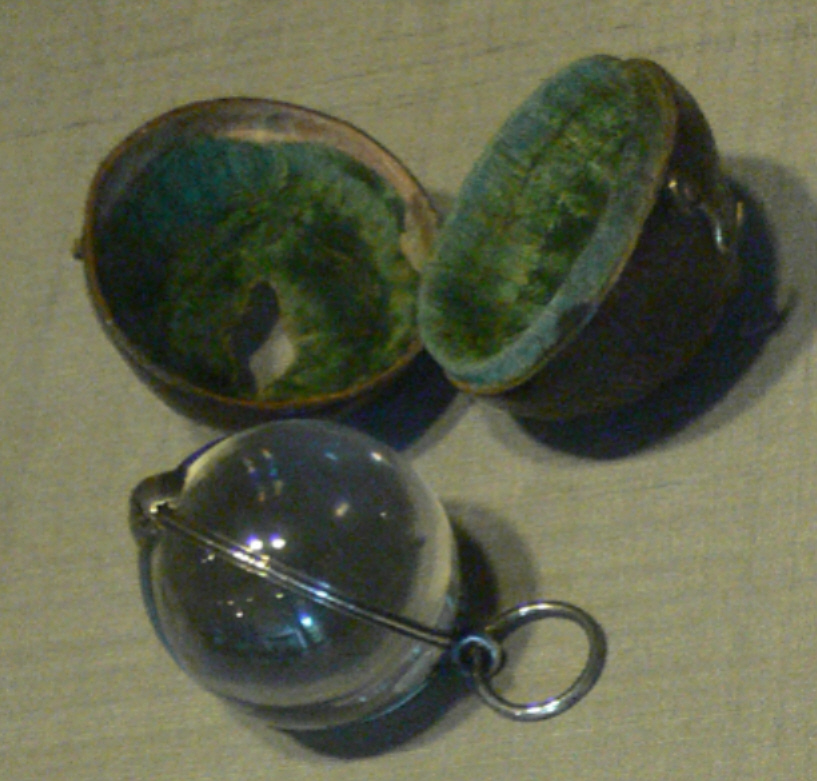
Kühlkugel (Bergkristall und Silber) mit Lederfutteral, Deutschland, um 1500 (Kunstgewerbemuseum Berlin)

Kühlkugeln sind Gegenstände aus Bergkristall oder anderen Materialien, die bis ins 18. Jahrhundert hinein zur Abkühlung des Körpers verwendet wurden. Bei Fieber oder an heißen Tagen hielt man sie in den Händen oder an die Augen.

## Geschichte
Seit dem Altertum und wohl noch in der Mitte des 18. Jahrhunderts glaubte man an einen kühlenden Effekt des Bergkristalls und anderer Halbedelsteine. Plinius der Ältere schrieb in seiner Naturalis historia, Bergkristall sei „versteinertes Eis“. Zum ersten Mal wies 1698 Johann Heinrich Hottinger diesen Glauben in seiner Krystallologia mit stichhaltigen Argumenten zurück. Caspar Neumann meinte in seiner Chymia Medica Dogmatico-Experimentalis 1756, dass man „blos darum den Crystallsteinkugeln eine solche Kraft zuschreibt, weil sie von Natur aus kalt sind und eine kühlende Empfindung machen, die denen in der Hitze liegenden Krancken angenehm ist.“ Bereits ein Jahr zuvor schrieb er, man könne ein „gantz einfältiges Stück Eiss“ anwenden, anstatt mit dem „Plinianischen Fabel-Eis reussieren“.
Waren die Kühlkugeln nicht mehr kühl genug, so wurde empfohlen, sie in Rosenwasser zu legen. Nicht nur Kugeln, sondern auch andere handliche Formen waren möglich; sie mussten lediglich groß genug für ihre Zwecke sein. Die geringe Zahl von Belegen und erhaltenen Exemplaren legt nahe, dass Kühlkugeln nie besonders verbreitet und außerdem wegen des teuren Materials vornehmen Kreisen vorbehalten waren.
Das Gegenstück zu Kühlkugeln sind die so genannten Wärmekugeln, die wesentlich verbreiteter waren und nur während des Spätmittelalters mit Kühlkugeln koexistierten. 

### Altertum
Die frühesten Hinweise auf Kühlkugeln stammen aus der spätantiken Dichtung. Sie wurden ausschließlich von Frauen oder „Weichlingen“ benutzt. In den Elegien des Properz (ca. 29/28 v. Chr.) heißt es:
| haec modo pavonis caudae flabella superbae et manibus dura frigus habere pila…cupit… (Properz II, 24, 11 f.) | Dabei wünscht sie sich Fächer vom prangenden Schweife des Pfauen, und mit kristallenem Ball möcht sie sich kühlen die Hand |

| nunc mihi quo Peonis ter fulgeat ostris, crystallusque meas ornet aquosa manus? (Properz IV, 3, 50 ff.) | was nützte es mir jetzt, dass…ein wasserklarer Kristall meine Hand schmückt? |

In Ägypten stellte man ersatzweise Kühlkugeln aus Glas her, da Bergkristall äußerst kostbar war. Texte von Martial und Juvenal legen nahe, dass auch Kühlkugeln aus Bernstein als Ersatzmaterial angefertigt wurden, die beim Reiben einen angenehmen Duft entwickelten:
| …sucina virginea quod regelata manu… (Martial XI, 8, 6) | …wie der Bernstein, gewärmt von eines Mädchens Hand… |

| …in cuius manibus ceu pinguia sucina tritas… (Juvenal II, 6, 573) | …in deren Händen wie schweißige Kugeln aus Bernstein… |

| …en cui tu viridem umbellam, cui sucina mittas grandia, natalis quotiens redit… (Juvenal II, 6, 573) | …einen grünen Sonnenschirm kannst Du diesem und große Bernsteinkugeln jenem zu jedem Geburtstag schicken… |

Aus der Spätantike haben sich keine Kühlkugeln erhalten. Lediglich einige Notizen aus dem 19. Jahrhundert berichten von Funden, bei denen es sich möglicherweise um Kühlkugeln gehandelt haben könnte.

### Mittelalter und Renaissance
Besonders beliebt waren Bergkristallkugeln offenbar in Schottland, wo mehrere Exemplare gefunden wurden. Im 14. Jahrhundert werden Kühlkugeln in den Inventaren von Kirchenfürsten und der französischen Hocharistokratie aufgeführt. Wahrscheinlich kamen Kühlkugeln seit der Spätantike nie außer Gebrauch, obwohl keine älteren mittelalterlichen Schriftquellen überliefert sind.
Das 1353 errichtete Schatzministerium von Papst Innozenz IV. enthält Eintragungen über „1 pomum cristalli parvum rotundum“ und „2 pomelli de iaspide et 1 de cristallo“, bei denen es sich vermutlich um Kühlkugeln handelt. „Pommes de béricle“ (béricle = „Beryll“ = „Bergkristall“) werden in den Schatzverzeichnissen von Karl V. von Frankreich (Inventar von 1379/80), des Herzogs von Burgund (1416) und von Johann von Berry (Inventare von 1401 bis 1416) aufgeführt. Im Besitz von Margareta von Flandern, der Herzogin von Burgund, befanden sich 1405 „une pomme de cristal“ sowie „une pomme de jaspre“. Den Verwendungszweck beschreibt eine Eintragung im Inventar von 1467 des Herzogs von Burgund eindeutig: „une pomme de cristal ronde à refroidir mains“.
Besonders edle Exemplare konnten auch mit Edelmetallfassungen verziert sein. So besaß Gabrielle d’Estrées 1599 „une pomme d’agate, garnie d’argent, pour rafraischir la main des malades“. Bei weiteren eingefassten Kugeln oder Kugeln aus gefärbten Glas, die sich im Besitz verschiedener französischer Adliger, Paracelsus und des Klosters Marbach befanden, ist unklar, ob sie der Kühlung dienten. Man verwendete im 16. Jahrhundert Kühlkugeln auch als Kopf am Flohpelz, um von der Besitzerin spielend in den Händen gehalten zu werden.

### Barock
In Ulrich Baumgartners 1611 bis 1615 entstandenem Pommerschen Kunstschrank befindet sich eine Kristallkugel, die laut Angaben des Auftraggebers Philipp Hainhofer dazu diente, „die händ im sommer daran zu kuelen, und die augen darin zuerfrischen“. Damit ist es die einzige erhaltene, sicher als solche zu bestimmende Kühlkugel. Sie misst 5,1 cm im Durchmesser und stellt ein verkleinertes Modell dar, das nie tatsächlich benutzt wurde.
Eine andere, 8,6–8,75 cm große Kugel aus Bergkristall, bei der es sich um eine Kühlkugel handeln könnte, wird im Depot des Grünen Gewölbes in Dresden aufbewahrt. Ungewiss ist auch der Verwendungszweck eines aus der brandenburg-preußischen Kunstkammer in Berlin entstammendes und als „Gichtkugel“ bezeichneten, 4 cm messenden Objekts, sowie einer 3,15 cm großen Kugel des Kunstgewerbemuseums Berlin. 1911 wurde eine 11 cm große, in Silber gefasste Bergkristallkugel in Luzern versteigert.